# Alexander Bertram
Alexander Bertram (* 1988 in Braunschweig) ist ein deutscher Politiker (AfD). Seit 2023 ist er Mitglied des Abgeordnetenhauses von Berlin.

## Leben
Bertram schloss ein Studium der Sozialwissenschaften an der Universität Osnabrück ab. Nach dessen Beendigung war er hauptberuflich für die AfD in verschiedenen Positionen tätig. Bertram war bis Ende 2019 Landesgeschäftsführer der Berliner AfD. Von 2021 bis zu seinem Einzug ins Berliner Abgeordnetenhaus 2023 war er Mitarbeiter der dortigen AfD-Fraktion.

## Politik
Bertram ist Mitglied der AfD. Von 2016 bis 2023 war er Mitglied der Bezirksverordnetenversammlung von Treptow-Köpenick und Vorsitzender der dortigen AfD-Fraktion.
Bertram kandidierte bei der Abgeordnetenhauswahl 2016, der Abgeordnetenhauswahl 2021 und der Wiederholungswahl 2023 im Wahlkreis Treptow-Köpenick 2. Nachdem er bei den Wahlen 2016 und 2021 den Einzug ins Berliner Landesparlament verpasst hatte, zog er 2023 über die Landesliste ins Abgeordnetenhaus ein. Dort ist er stellvertretender Fraktionsvorsitzender und Sprecher für Umwelt und Verbraucherschutz.